# Ross McCormack
Ross McCormack (Glasgow, 18 augustus 1986) is een Schots voetballer die bij voorkeur als aanvaller speelt. Hij tekende in augustus 2016 een contract tot medio 2020 bij Aston Villa, dat circa €14.000.000,- voor hem betaalde aan Fulham. McCormack debuteerde in 2008 in het Schots voetbalelftal.

## Clubcarrière
McCormack begon zijn carrière bij het Schotse Glasgow Rangers, waar hij twee jaar later debuteerde in het eerste elftal in de competitiewedstrijd tegen Motherwell. Rangers verhuurde hem in januari 2006 voor zes maanden aan Doncaster Rovers, op dat moment actief in de League One. Nadat deze huurperiode afliep, vertrok McCormack naar Motherwell. Bij de club groeide hij uit tot een vaste waarde. In 2008 ging hij aan de slag bij Championship-club Cardiff City.
In 2010 vertrok McCormack naar Leeds United voor een bedrag van circa £350.000,-. Hij werd uiteindelijk aanvoerder van de ploeg en werd in het seizoen 2013/14 topscorer van de competitie met 28 treffers. Dit leverde hem in de zomer van 2014 een transfer op naar Fulham op. Hij scoorde 42 doelpunten in 100 officiële duels in de twee jaar dat hij bij Fulham speelde en werd vervolgens aangetrokken door Aston Villa, dat circa £12.000.000,- voor hem betaalde aan Fulham. McCormack kwam al gauw niet meer voor in de plannen van trainer Steve Bruce en werd halverwege zijn eerste seizoen verhuurd aan Nottingham Forest en gedurende het seizoen 2017/18 aan het Australische Melbourne City.

## Statistieken
| Seizoen | Club                   | Land      | Competitie           | Duels | Doelp. |
| ------- | ---------------------- | --------- | -------------------- | ----- | ------ |
| 2003/04 | Glasgow Rangers FC     | Schotland | Scottish Premiership | 2     | 1      |
| 2004/05 | Glasgow Rangers FC     | Schotland | Scottish Premiership | 1     | 0      |
| 2005/06 | Glasgow Rangers FC     | Schotland | Scottish Premiership | 8     | 1      |
| 2005/06 | → Doncaster Rovers FC  | Engeland  | League One           | 19    | 5      |
| 2006/07 | Motherwell FC          | Schotland | Scottish Premiership | 9     | 0      |
| 2007/08 | Motherwell FC          | Schotland | Scottish Premiership | 36    | 8      |
| 2008/09 | Cardiff City FC        | Engeland  | Championship         | 38    | 21     |
| 2009/10 | Cardiff City FC        | Engeland  | Championship         | 34    | 4      |
| 2010/11 | Cardiff City FC        | Engeland  | Championship         | 2     | 0      |
| 2010/11 | Leeds United AFC       | Engeland  | Championship         | 20    | 2      |
| 2011/12 | Leeds United AFC       | Engeland  | Championship         | 45    | 18     |
| 2012/13 | Leeds United AFC       | Engeland  | Championship         | 32    | 5      |
| 2013/14 | Leeds United AFC       | Engeland  | Championship         | 46    | 28     |
| 2014/15 | Fulham FC              | Engeland  | Championship         | 44    | 17     |
| 2015/16 | Fulham FC              | Engeland  | Championship         | 45    | 21     |
| 2016/17 | Aston Villa FC         | Engeland  | Championship         | 20    | 3      |
| 2016/17 | → Nottingham Forest FC | Engeland  | Championship         | 7     | 1      |
| 2017/18 | → Melbourne City FC    | Australië | A-League             | 17    | 14     |
| Totaal  | Totaal                 | Totaal    | Totaal               | 425   | 149    |

## Interlandcarrière
McCormack debuteerde op 30 mei 2008 in het Schots voetbalelftal, in een oefeninterland tegen Tsjechië. Hij maakte op 1 april 2009 zijn eerste doelpunt voor de Schotten, in een WK-kwalificatiewedstrijd tegen IJsland. Zijn tweede interlanddoelpunt volgde op 15 augustus 2012, in een oefeninterland tegen Australië.